# Christophe Maillol
Pour les articles homonymes, voir Maillol.
Christophe Maillol, né le 19 janvier 1966 à Valence, est une personnalité française du monde du sport. 
Ancien intermédiaire dans le milieu du football, il se fait connaître dans les années 2010 pour ses tentatives avortées de rachat de clubs de football français : FC Nantes, Grenoble Foot 38, Nîmes Olympique et Le Havre AC.

## Biographie
Christophe Maillol réalise une modeste carrière de joueur de rugby à XV, sous les couleurs de Valence, du Lyon OU et de l'AS Mâcon, en Fédérale 1 et 2, les troisième et quatrième divisions du championnat de France. S'il quitte le monde professionnel à 26 ans, il joue avec Mâcon jusqu'en 2000 et met un terme à sa carrière sportive à 34 ans. 

## Homme d'affaires
Le 4 décembre 2019, il a donné une interview pour répondre aux critiques de réputation à son encontre et donné des détails sur les dessous des dossiers "Nantes", "Grenoble" et "le Havre". S'il admet que concernant le Football Club Nantes, c'était une reprise au-delà de son budget, il se défend sur les dossiers de Grenoble et du Havre. 
Grenoble relevait du dépôt de bilan et allait donc être rétrogradé en National . Il ne s'agissait donc plus de financer un projet sportif mais de refinancer le passif du Club.  
En 1992, il entame sa reconversion avec l'ouverture de la franchise Serge Blanco à Lyon. Il apparaît que la société à son nom a été mise en liquidation en 2000. En 2002, il fait son entrée dans le monde du football professionnel comme « intermédiaire » (sans la licence FIFA d'agent sportif), notamment auprès de l'ancien international français Nicolas Ouédec. Il part ensuite au Brésil et y fonde notamment l'agence de gestion sportive professionnelle « 19 de Janeiro LTD », qui travaille avec des internationaux brésiliens comme Mário Jardel et Kleberson. 
En 2008, il est nommé vice-président du club brésilien d'Universidade Sport Club, club de première division de l'État du Rio Grande do Sul, basé à Canoas.

### Reprise avortée du FC Nantes
Christophe Maillol retourne en France en 2010. Il fait une offre de rachat du FC Nantes au président Waldemar Kita en avançant un montant de 15 millions d'euros. Devant l'impossibilité de vérifier la véracité des documents présentés par Maillol, Kita met rapidement fin aux tractations, non sans critiquer l'approche. 

### Reprise avortée du Grenoble Foot 38
En mars 2011, Maillol rentre en négociation pour la reprise du Grenoble Foot 38, en grave difficulté financière. Le 18 mars 2011, il signe avec le groupe japonais Index Corporation, propriétaire du club isérois, un protocole d'accord pour la vente, prévoyant le versement de cinq millions d'euros. Mais Maillol ne verse pas les fonds promis, arguant que la situation financière est plus grave qu'initialement présentée, et le club dépose le bilan. Après avoir laissé dans l'affaire des chèques impayés à hauteur de 123 000 euros, il fait l'objet d'une interdiction bancaire.

### Directeur du Club Africain
En juillet 2012, Christophe Maillol est nommé directeur exécutif du Club africain, en Tunisie,. Il est licencié après quelques mois et quitte le club en janvier 2013. 

### Reprise avortée du Nîmes Olympique
En décembre 2013, Maillol monte une nouvelle proposition de rachat d'un club français de Ligue 2 : le Nîmes Olympique, que Jean-Louis Gazeau souhaite céder. Après quatre mois de négociation durant lesquels Maillol ne parvient pas à amener les fonds nécessaires, Gazeau décide de vendre le club à un autre repreneur, Jean-Marc Conrad, pour un montant estimé à 3,5 millions d'euros.

### Reprise avortée du club du Havre
En août 2014, Maillol est présenté par Jean-Pierre Louvel comme le repreneur du Havre AC, autre club de Ligue 2. Associé à l'ancien joueur du HAC Jean-Christophe Thouvenel, devenu lui aussi agent de joueurs, il fait la promesse d'apporter six millions d'euros au club et d'être rejoint d'ici la fin de l'année par de nouveaux partenaires, avec l'ambition de retrouver la Ligue 1 rapidement. En octobre, alors qu'il n'a pas encore pu verser les fonds promis (17 millions d'euros au total), il fait visiter les installations du club au footballeur international brésilien Adriano, présenté comme une future recrue. Maillol et Thouvenel sont entretemps rejoints par un troisième homme, Éric Besson, ancien ministre de Nicolas Sarkozy,. En novembre, alors que les fonds ne sont toujours pas versés, il est fait état de « circuits bancaires très compliqués », qui ne remettent cependant pas en cause la cession du club. 
Le 19 novembre 2014, une émission spéciale d'Enquêtes de foot sur Canal+, intitulée « Le Havre : la grande illusion ? », lui est entièrement consacrée,. Particulièrement agacé par ce reportage, Christophe Maillol menace sur Twitter. Cette enquête suit de quelques jours un article en date du 15 novembre 2014 du quotidien Le Monde intitulé Christophe Maillol, le marchand de sommeil du football français. Le 21 novembre, un article particulièrement à charge de L'Équipe qui parait sous le titre Où en est le MicmHAC ? met en cause sa capacité à tenir ses promesses sur le dossier du rachat du club havrais. 
Le 31 janvier 2015, Jean-Pierre Louvel annonce lors d'une conférence de presse que le projet Maillol prend fin après plusieurs mois de report. Le club du Havre AC se met en recherche d'un nouveau repreneur,.